# American Truck
American Truck (Japans: アメリカントラック) is een computerspel dat werd ontwikkeld en uitgegeven door Telenet Japan. In 1985 werd het spel uitgegeven voor de MSX-computer. Het spel is een racespel waarbij de speler een vrachtauto bestuurt. De bedoeling is de finish te halen voordat de brandstof of tijd op is. De speler kan onderweg tanken, moet andere weggebruikers en muren ontwijken.